# Héctor Bianciotti
Héctor Bianciotti (pron. [ɛktɔʁ bjɑ̃ʃoti]; Córdoba, 18 marzo 1930 – Parigi, 12 giugno 2012) è stato uno scrittore argentino naturalizzato francese.

## Biografia
Era di origini cumianesi; il padre, Serafino Bianciotto, nacque il 26 ottobre 1884. L'atto di nascita è registrato nella parrocchia di S. Maria della Motta. Emigrato in Argentina in cerca di fortuna, come moltissimi altri piemontesi, Serafino mise su famiglia e nel 1930 nacque appunto Hector.
Héctor Bianciotti a 25 anni si trasferì in Europa per stabilirsi definitivamente a Parigi nel 1961. Nel 1981 ottenne la cittadinanza francese.
È stato romanziere, drammaturgo, novellista e critico letterario. Ottenne due Premi Médicis per la miglior opera straniera (1977 e 1983) ed il Premio Gutenberg (1985), assegnato dal consenso dei lettori. Narratore estremamente complesso, dietro l'armonia di una scrittura limpida e rigorosa, Bianciotti rende immediato il richiamo a Gustave Flaubert, Henry James, Virginia Woolf. Nel 1993 ricevette il Prix Prince Pierre de Monaco per la sua opera.
Dal gennaio 1996 per il resto della sua vita è stato Accademico di Francia ed in più nello stesso anno vince il Premio Mediterraneo con Le Pas si lent de l'amour.
È scomparso a Parigi nel 2012 all'età di 82 anni, dopo una lunga malattia. Venne tumulato nel Cimitero di Vaugirard.

## Opere
- Les Désert dorés, 1967 (scritto in spagnolo, tradotto da Françoise-Marie Rosset, pubblicato in spagnolo nel 1975 come Los desiertos dorados)
- Celle qui voyage la nuit, 1989 (scritto in spagnolo, tradotto da Françoise-Marie Rosset)
- Les Autres, un soir d'été, 1970 (scritto in spagnolo, tradotto da Françoise-Marie Rosset)
- Ce moment qui s'achève, 1972 (scritto in spagnolo, tradotto da Françoise-Marie Rosset)
- Le Traité des saisons, 1977 Prix Médicis étranger 1977 (scritto in spagnolo)
- La busca del jardin, 1978 (trad. di Angelo Morino, La ricerca del giardino, Sellerio, 1980).
- L'amour n'est pas aimé, 1982 (trad. di Angelo Morino, L'amore non è amato, Sellerio, 1984).
- Sans la miséricorde du Christ, 1985 (trad. di Valeria Gianolio e Angelo Morino, Senza la misericordia di Cristo, Sellerio, 1989) Prix Femina 1985.
- Seules les larmes seront comptées, 1988 (trad. di Yasmina Mélahoua, La notte delle stelle azzurre, Feltrinelli, 1989).
- Ce que la nuit raconte au hour, 1992 (trad. di Yasmina Mélahoua, Ciò che la notte racconta al giorno, Feltrinelli, 1993) Prix de la langue de France 1992.
- Le Pas si lent de l'amour, 1995 (trad. di Graziella Cillario, Il passo lento dell'amore, Baldini e Castoldi, 1996) Prix Méditerranée 1996.
- Comme la trace de l'oiseau dans l'air, 1999.
- Une passion en toutes lettres, 2001 (trad. di Anna Morpurgo, Letteratura come passione, Archinto, 2005).
- La Nostalgie de la maison de Dieu, 2003 (trad. di Pasquale Fantini, La nostalgia della casa di Dio, Il ponte vecchio, 2005).
- Lettres à un ami prêtre, 2006 (corrispondenza con Benoît Lobet).